# ولکوف پود اوشکوبرهم
ولکوف پود اوشکوبرهم (به لاتین: Vlkov pod Oškobrhem) یک منطقهٔ مسکونی در جمهوری چک است که در شهرستان نیمبورک واقع شده‌است.
 ولکوف پود اوشکوبرهم ۱٫۴۲ کیلومتر مربع مساحت و ۱۰۱ نفر جمعیت دارد.